# Dioskurides
Dioskurides was een (Egyptisch?) stempel- en cameesnijder in dienst bij de eerste princeps van Rome, Imperator Caesar Augustus. Dioskurides maakte Augustus' zegelring, die aan zijn opvolgers werd doorgegeven als een teken van hun macht. Hij (of een van zijn leerlingen) vervaardigde bovendien naar alle waarschijnlijkheid de Gemma Augustea.
- Gemeinsame Normdatei: 118822209
- Union List of Artist Names: 500107200
- Virtual International Authority File: 30333707
- WorldCat: E39PBJxGP6F4RMJKpkvpQ3W7HC